# Mecha-Ude
Mecha-Ude: Mechanical Arms (メカウデ?) es una serie de televisión de anime original creada y dirigida por Sae Okamoto. Originalmente era un proyecto respaldado por Kickstarter lanzado por Okamoto en octubre de 2016. El proyecto cumplió su objetivo y se lanzó un piloto de 25 minutos en YouTube en mayo de 2019. La serie se estrenó en octubre de 2024.

## Sinopsis
En un futuro cercano, seres mecánicos desconocidos descienden a la Tierra y se fusionan aleatoriamente con humanos para sobrevivir. Estos seres son comúnmente llamados "Mecha-Ude", debido a su parecido con miembros y apéndices mecanizados. Si bien la mayoría de ellos eran inofensivos, algunos a menudo eran violentos y eran utilizados con fines nefastos por individuos de mentalidad igualitaria, y el grupo de resistencia conocido como "ARMS" tuvo que evaluar la situación antes de encargarse de ella ellos mismos con su propio Mecha-Ude.
Hikaru Amatsuga, un estudiante promedio de secundaria, termina obligado a cooperar con Alma, un Mecha-Ude extremadamente raro pero amnésico unido a su sudadera con capucha. Encargado a regañadientes por ARMS a una guerra total para proteger a este extraño Mecha-Ude de varias facciones que buscan reclamar a Alma por su poder incomparable como el "Brazo Gatillo", Hikaru tendrá que abrirse camino con su nuevo aliado mecánico y varios otros usuarios de Mecha-Ude para evitar que otra facción conocida como el "Grupo Kagami" reclame a Alma para sus planes contra Mecha-Ude y la Tierra misma.

## Personajes
Hikaru Amatsuga
 Seiyū: Toshiyuki Toyonaga
Arma
 Seiyū: Tomokazu Sugita
Aki Murasame
 Seiyū: Yu Shimamura
Shinisu y Dekisu
 Seiyū: Kaito Ishikawa
Jun Kagami
 Seiyū: Romi Park
Fist
Seiyū: Yuichi Nakamura
Tohdoh
 Seiyū: Amatsuki
Yoh Shirono
Seiyū: Eve
Aljis
 Seiyū: Hiroki Tōchi
Fubuki
 Seiyū: Aoi Yūki
Amaryllis
 Seiyū: Yoko Hikasa
Yakumo
 Seiyū: Kappei Yamaguchi

## Contenido de la obra

### Anime
El anime comenzó como un proyecto respaldado por Kickstarter lanzado por Okamoto en octubre de 2016. Funcionó hasta noviembre de 2016, cuando alcanzó su objetivo de 60.000 dólares. Se produjo un piloto de 25 minutos y se lanzó en YouTube con subtítulos en inglés el 10 de mayo de 2019.
Pony Canyon lanzó un proyecto de anime completo el 15 de septiembre de 2022. El proyecto de anime presenta al personal y al elenco regresando para repetir sus papeles. Su estreno está previsto para octubre de 2024. El primer episodio se proyectará en el 28º Festival Internacional de Cine Fantasía el 20 de julio de 2024. Su estreno está previsto para el 3 de octubre de 2024. El tema de apertura es "VORTEX", mientras que el tema de cierre es "karma", ambos interpretados por Setsuko de Kuhaku Gokko. Crunchyroll obtuvo la licencia de la serie fuera de Asia. Plus Media Networks Asia obtuvo la licencia de la serie en el sudeste asiático.

### Manga
Una adaptación a manga ilustrada por comenzó a serializarse en el sitio web Line Manga el 15 de septiembre de 2022.